# Konfuciusz temploma (Csüfu)
Konfuciusz temploma (hagyományos kínai: 孔廟, egyszerűsített kínai: 孔庙, pinjin: Kong Miao, magyaros átírás szerint: Kung Miao) Csüfu (Qufu)ban (Santung (Shandong), Kína) az eredeti, legnagyobb és leghíresebb a kínai és kelet-ázsiai Konfuciusz-templomok közül. 1994 óta a templom UNESCO világörökségi helyszínei közé tartozik, mint Konfuciusz temploma és temetője és a Kong családi birtok Qufuban. A templom és a temető a családi birtok közelében van, ahol Konfuciusz leszármazottai éltek, a temetőben pedig Konfuciusz leszármazottai fekszenek. A három helyet Csüfuban (Qufuban) együtt Szan Kung (San Kong)nak (三孔, a három konfucionista [hely]) nevezik.

## Története

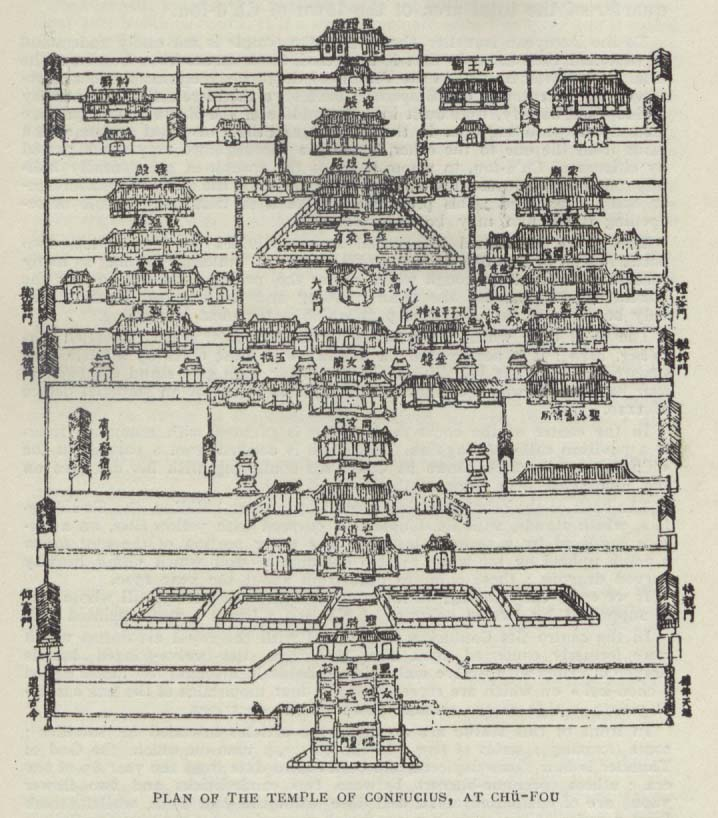
A templom történelmi tervrajza (1912)

Kr. e. 478-ban, röviddel Konfuciusz halála után házát templommá szentelte Lu hercege.  Kr. e. 205-ben a Han-dinasztia első császára, Liu Pang (Liu Bang) volt az első császár, aki áldozatot mutatott be Csüfuban (Qufuban) Konfuciusz emlékére.  Példáját számos császár és magas rangú hivatalnok követte. Később a császárok trónra kerülésük után vagy egyéb jelentős alkalmakkor - mint egy sikeres háború - látogatták meg Csüfut (Qufut). Konfuciusz eredetileg háromszobás házát egy Kr. u. 611-ben zajló átépítés idejére kihozták a templomegyüttesből. 1012-ben és 1094-ben a Szung-dinasztia idején pedig kibővítették három részleggel és négy udvarral, mely körül több mint 400 szobát létesítettek.  1214-ben a Csin-dinasztia idején tűz és vandalizmus rombolta a templomot, majd 1331-ben a császári palotáéhoz hasonlatos fallal vonták körbe az építményt. Egy 1499-es tűzvész után végül a jelenlegi állapotára újították fel a templomot.  1724-ben egy újabb tűz után elpusztult majdnem a teljes főcsarnok és a benne lévő szobrok, a helyreállítás 1730-ra fejeződött be. A szobrok jó része megsérült vagy elpusztult később a kulturális forradalom idején 1966-ban. A templomban Konfuciusz szobra mellett a Ming-dinasztia idejéből származó 120 kép meséli el a filozófus élettörténetét.